# Ю
Ю (gemen: ю) är en bokstav i den kyrilliska alfabetet. Den uttalas ungefär som o eller jo. Vid transkribering av ryska skriver man ju i svensk text, med undantaget iu efter t, s, z, samt u efter j, och [ju] i IPA. Vid translitteration till latinska bokstäver enligt ISO 9 används û.

## Teckenkoder i datorsammanhang
| Teckenkoder        | Versal: Ю                  | Gemen: ю                 |
| ------------------ | -------------------------- | ------------------------ |
| Namn (Unicode)     | CYRILLIC CAPITAL LETTER YU | CYRILLIC SMALL LETTER YU |
| Kodpunkt (Unicode) | U+042E                     | U+044E                   |
| HTML               | &#1070;                    | &#1102;                  |